# Município de Lafayette (condado de Coshocton, Ohio)
O município de Lafayette (em inglês: Lafayette Township) é um município localizado no condado de Coshocton no estado estadounidense de Ohio. No ano de 2010 tinha uma população de 4.081 habitantes e uma densidade populacional de 62,8 pessoas por km².

## Geografia
O município de Lafayette encontra-se localizado nas coordenadas 40° 15′ 10″ N, 81° 45′ 25″ O. Segundo a Departamento do Censo dos Estados Unidos, o município tem uma superfície total de 64.98 km², da qual 63,91 km² correspondem a terra firme e (1,65 %) 1,07 km² é água.

## Demografia
Segundo o censo de 2010, tinha 4.081 habitantes residindo no município de Lafayette. A densidade populacional era de 62,8 hab./km². Dos 4.081 habitantes, o município de Lafayette estava composto pelo 98,77 % brancos, o 0,17 % eram afroamericanos, o 0,1 % eram amerindios, o 0,17 % eram asiáticos, o 0,1 % eram de outras raças e o 0,69 % eram de uma mistura de raças. Do total da população o 0,39 % eram hispanos ou latinos de qualquer raça.